# Conops bouvieri
Conops bouvieri är en tvåvingeart som beskrevs av Seguy 1936. Conops bouvieri ingår i släktet Conops och familjen stekelflugor.
Artens utbredningsområde är Marocko. Inga underarter finns listade i Catalogue of Life.